# Drosophila perrisi
Drosophila perrisi är en tvåvingeart som beskrevs av Wheeler och Hamilton 1972. Drosophila perrisi ingår i släktet Drosophila och familjen daggflugor.
Artens utbredningsområde är Frankrike.